# 澜沧梨藤竹
澜沧梨藤竹（学名：Melocalamus arrectus）为禾本科藤梨竹属下的一个种。

## 扩展阅读
- 維基物種上的相關：澜沧梨藤竹